# 卡尔·格罗普勒
卡尔·格罗普勒（Carl Gröpler，1868年2月22日—1946年1月30日）是1906至1937年期間的普鲁士刽子手。他负责在普鲁士各省执行死刑，他至少处决过144人，主要斩首工具是斧头，有时也会使用断头台。

## 出身
格罗普勒全名弗朗茨·弗里德里希·卡尔·格罗普勒 (Franz Friedrich Carl Gröpler) ，其父海因里希·格罗普勒 (Heinrich Gröpler) 是个铁路工人，也曾当过兵，其母名为奥古斯特 (Auguste)。卡尔·格罗普勒生于马格德堡。他起初是个音乐工作者，之后当了五年邮政工人。格罗普勒又学会了屠宰马匹，并在马格德堡拥有一家洗衣店。

## 刽子手
他在行刑时通常穿着传统燕尾服，戴大礼帽，双手戴白手套。
格罗普勒曾是普鲁士主劊子手洛伦兹·施维茨的第一助手。1906年，普鲁士劊子手阿尔温·恩格尔哈特 (Alwin Engelhardt) 被解职，格罗普勒接过了他的职位。格罗普勒与他的后继者恩斯特·赖因德尔是德国最后一批使用斧子斩首的劊子手。依据当地情况，他亦会使用断头台行刑。特奥多尔·莱辛给格罗普勒起了个外号叫“红色法官”（red judge），格罗普勒曾于1925年处决了弗里茨·哈曼。
1924年4月，格罗普勒在签订合同后成为了德国北部的唯一劊子手。除固定的每月136黃金馬克的工资外，每次行刑还能给他带来60黄金马克的收入，他的每个助手也能领到50黄金马克。到了魏瑪共和國终结之时，格罗普勒只接到过很少的處決任务。1933年纳粹上台后，死刑的执行量愈发增多。续约后，格罗普勒的年收入为1500國家馬克，每次處決時的额外报酬是50國家馬克。 
1931年7月2日，时年48岁的德国连环杀手彼得·库尔滕在科隆Klingelpütz监狱被斷頭台处决。處決人正是格罗普勒。他从马格德堡带来的断头台已有五年未使用。
德国最后一批被斧头斩首的死刑犯中有男爵夫人贝妮塔·冯·法金汉和她的朋友雷娜特·冯·纳茨默。这两人被人民法院判处间谍罪，她們于1935年2月18日在普洛岑塞监狱被格罗普勒斩首。
卡尔·格罗普勒在30年間至少处决了144人。他于1937年被迫退休。接替他的是他的助手，来自戈门的家畜屠宰者恩斯特·赖因德尔。

## 死亡
1945年，格罗普勒在自己位于马格德堡的家中被苏军逮捕。抓捕他的理由大概是他于1934年在汉堡监狱处决过四名共产党人。1946年1月30日，格罗普勒在候审期间死亡。